# Білокрівка зелена
Channichthys mithridatis — вид окунеподібних риб родини Білокрівкові (Channichthyidae).

## Історія відкриття
Типовий зразок виду знайдений у 1990 році під час антарктичної експедиції науково-дослідного судна «Професор Мєсяцев» у район Кергеленських островів. Описаний у 2008 році українським іхтіологом Г. О. Шандиковим та названий на честь гори Мітридат у Керчі. Українська назва обумовлена зеленкуватим забарвленням тіла.

## Поширення
Вид поширений у Південному океані біля берегів острова Херд та острова Кергелен на глибині 250–310 м. 

## Опис
Тіло завдовжки до 43,7 см. Живиться дрібною рибою.